# Bodonhely
Bodonhely is een plaats (község) en gemeente in het Hongaarse comitaat Győr-Moson-Sopron. Bodonhely telt 329 inwoners (2001).